# Сантакроче, Марчелло
Марчелло Сантакроче (итал. Marcello Santacroce; 7 июня 1619, Рим, Папская область — 19 декабря 1674, там же) — итальянский куриальный кардинал. Епископ Тиволи с 14 октября 1652 по 19 декабря 1674. Камерленго Священной Коллегии кардиналов с 12 января 1665 по 11 января 1666. Кардинал-священник с 19 февраля 1652, с титулом церкви Санто-Стефано-аль-Монте-Челио с 12 марта 1652 по 19 декабря 1674.